# Lijst van burgemeesters van Edam-Volendam
Dit is een lijst van burgemeesters van de Nederlandse gemeente Edam-Volendam in de provincie Noord-Holland. Tot 1975 heette de gemeente Edam.
| Ambtsperiode    | Naam burgemeester                                      | Partij of stroming | Bijzonderheden                                                       |
| --------------- | ------------------------------------------------------ | ------------------ | -------------------------------------------------------------------- |
| ? - ?           | Lubbertus Cornelis van Bommel                          |                    |                                                                      |
| 1792 - 1795     | William Pont                                           | Oranjegezind       | afgezet in 1795 als Oranjegezinde                                    |
| ? - ?           | Pieter Costerus                                        |                    | [ 2 ]                                                                |
| ...             |                                                        |                    |                                                                      |
| iig 1821 - 1830 | A. Boot                                                |                    | [ 3 ] [ 4 ]                                                          |
| 1831 ??         | W.D.Verschuer                                          |                    | Waarnemend?                                                          |
| 1832 - 1846     | Carel van Bommel (1807-1856)                           |                    |                                                                      |
| 1847 - 1852     | Johannes Donker                                        |                    |                                                                      |
| 1852 - 1878     | Gerardus Johannes Versteegh                            |                    |                                                                      |
| 1878 - 1882     | Frederik Hendrik van Bommel (ca.1832-1882)             |                    | Zoon van Carel van Bommel.                                           |
| 1883 - 1918     | Hendrik Johan (H.J.) Calkoen                           |                    | Eerder burgemeester van Ilpendam en Landsmeer                        |
| 1918 - 1938     | Theodorus Carolus Petrus Maria Kolfschoten (1881-1951) |                    | eerder burgemeester van Gestel en Blaarthem                          |
| 1938 - 1944     | C.G.M. van Baar                                        |                    | In juni 1944 door de Duitse bezetter ontslagen                       |
| 1944 - 1945     | Ir. Hendrik August van Baak                            | NSB                | Op 31 januari 1945 door het verzet geliquideerd                      |
| 1945 - 1946     | Paul Willem Terwindt                                   |                    | Waarnemend burgemeester                                              |
| 1946 - 1959     | C.G.M. van Baar                                        |                    |                                                                      |
| 1959 - 1968     | F.J.J.M. Boelens                                       |                    |                                                                      |
| 1968 - 1977     | Koos (J.H.) Kok                                        | KVP / CDA          | In 1975 wijzigde de naam van de gemeente van Edam naar Edam-Volendam |
| 1978 - 1983     | Frits (C.F.) Pouw                                      | CDA                |                                                                      |
| 1983 - 1984     | Willem van der Knoop                                   | PvdA               | Waarnemend, oud-gedeputeerde                                         |
| 1984 - 1995     | Wim (W.S.) Westendorp                                  | CDA                |                                                                      |
| 1995 - 2001     | Frank (F.J.A.) IJsselmuiden                            | CDA                |                                                                      |
| 2001 - 2003     | Hans (J.J.) Bulte                                      | CDA                | Waarnemend                                                           |
| 2003 - 2016     | Willem (W.J.F.M.) van Beek                             | CDA                |                                                                      |
| 2016 - 2025     | Lieke Sievers                                          | partijloos         | [ 9 ]                                                                |
| 2025 - heden    | Rick Beukers                                           | VVD                | [ 10 ]                                                               |